# (4885) Grange
(4885) Grange es un asteroide perteneciente al cinturón de asteroides, descubierto el 10 de junio de 1980 por Carolyn Shoemaker desde el Observatorio del Monte Palomar, Estados Unidos.

## Designación y nombre
Designado provisionalmente como 1980 LU. Fue nombrado Grange en homenaje a "Alice ShoemakerGrange", tía de E. M. Shoemaker.

## Características orbitales
Grange está situado a una distancia media del Sol de 2,429 ua, pudiendo alejarse hasta 2,848 ua y acercarse hasta 2,011 ua. Su excentricidad es 0,172 y la inclinación orbital 3,170 grados. Emplea 1383 días en completar una órbita alrededor del Sol.

## Características físicas
La magnitud absoluta de Grange es 14,1. Tiene 4,832 km de diámetro y su albedo se estima en 0,208.